# Jicchak Aharonovič
Jicchak Aharonovič (hebrejsky: יצחק אהרונוביץ, narozený 22. srpna 1950) je izraelský politik a bývalý poslanec Knesetu za Jisra'el bejtenu, který v letech 2009 až 2015 zastával post ministra vnitřní bezpečnosti.

## Biografie
Aharonovič se narodil v Jeruzalémě a vystudoval historii na Haifské univerzitě. V letech 2002 až 2004 byl zástupce náčelníka Izraelské policie a poté v letech 2004 až 2005 zastával pozici generálního ředitele autobusové společnosti Dan Bus Company.
Poslancem byl poprvé zvolen ve volbách v roce 2006 za stranu Jisra'el Bejtejnu. V březnu 2007 byl jmenován ministrem turismu, avšak na svou funkci rezignoval v lednu 2008, když jeho strana opustila vládní koalici. Svůj poslanecký mandát obhájil ve volbách v roce 2009, pro něž získal 4. místo na stranické kandidátní listině. V nové vládě Benjamina Netanjahua byl jmenován ministrem vnitřní bezpečnosti. Dne 16. června 2009 se Aharonovič na Centrálním telavivském autobusovém nádraží setkal s tajným policejním detektivem působícím v terénu. Ten se na schůzku dostavil neupravený a ministrovi se omlouval, že je trochu špinavý. Aharonovič následně odpověděl: „špinavý? Vypadáte jako opravdový ‚arabuš.‘“ Toto slovo přitom v hebrejštině znamená „špinavý Arab.“ Několik jeho kolegů poslanců jeho výrok označilo za rasistický a Aharonovič se následně omluvil.
Ve volbách v roce 2013 svůj poslanecký mandát obhájil a setrval i v ministerské funkci. Ve volbách v roce 2015 nekandidoval a po ustavení čtvrté Netanjahuovy vlády jej v ministerské funkci vystřídal Jariv Levin ze strany Likud.